# Marcus Schenkenberg
Marcus Schenkenberg (nome completo: Marcus Lodewijk Schenkenberg van Mierop) (Stoccolma, 4 agosto 1968) è un modello e attore svedese.

## Biografia
Di origine olandese, Marcus Schenkenberg è stato "scoperto" dal fotografo americano Bill King mentre faceva rollerskating a Venice Beach in California nel 1989. Diventa internazionalmente conosciuto per essere apparso nelle campagne pubblicitarie di Calvin Klein, Versace ed altre importanti case di moda.
Schenkenberg è apparso anche in alcuni film e produzione televisive, fra cui Prince Valiant (1997), Meatballs and Macaroni (1998), Modern Talking (1999), Dinner Rush (2000) e come protagonista in Hostage (1999). Ha inoltre partecipato nel 2006 al reality show italiano La fattoria, venendo eliminato dopo sole tre settimane nel corso della quarta puntata con il 54% dei voti.
Nel 1997 ha pubblicato il libro Marcus Schenkenberg, New Rules, mentre nel 2000 ha pubblicato il singolo La Chica Marita. Marcus è inoltre un ambasciatore della PETA (People for the Ethical Treatment of Animals). È attualmente sotto contratto per l'agenzia di moda Storm Model Agency.

## Agenzie
- Storm Model Agency
- Wilhelmina Models